# バスケットボールプエルトリコ代表
バスケットボールプエルトリコ代表（スペイン語: Selección de Baloncesto de Puerto Rico, 英語: Puerto Rico national basketball team）は、プエルトリコバスケットボール連盟（スペイン語: Federación de Baloncesto de Puerto Rico, 英語: Puerto Rican Basketball Federation）により国際大会に派遣されるバスケットボールのナショナルチームである。

## 概要
アメリカ選手権では1980年の第1回を始め3度の優勝を誇るカリブ海の強豪であり、国際大会の常連でもある。
2006年世界選手権にはワイルドカードで出場。
米国との熾烈なライバル関係も有名で、アテネ五輪及び2006年世界選手権とも同組となっている。アテネ五輪では1992年にドリームチームが結成されて以降の米国の五輪における連勝を「24」で止め、2006年世界選手権では敗れはしたものの100得点を奪った。
2008年北京五輪は世界最終予選で最後の切符を懸けてドイツと対戦するが本大会出場権を逃した。

## 主な国際大会成績
- オリンピック
  - 1960年 － 13位
  - 1964年 － 4位
  - 1968年 － 9位
  - 1972年 － 6位
  - 1976年 － 9位
  - 1988年 － 7位
  - 1992年 － 8位
  - 1996年 － 10位
  - 2004年 － 6位
- W杯の成績
  - 1954年 － 5位
  - 1963年 － 6位
  - 1967年 － 12位
  - 1974年 － 7位
  - 1978年 － 10位
  - 1986年 － 15位
  - 1990年 － 4位
  - 1994年 － 6位
  - 1998年 － 11位
  - 2002年 － 7位
  - 2006年 － 17位
  - 2010年 － 17位
  - 2014年 － 19位
  - 2019年 － 15位

- アメリカ選手権の成績
  - 優勝：3回（1980年,1989年,1995年）
  - 準優勝：5回（1988年,1993年,1997年,2009年,2013年）
  - 3位：2回（2003年,2007年）

## 現在の代表選手
パリオリンピック予選のロスター
- ホセ・アルバラード
- デイボン・リード（英語版）
- ジャン・クラベル
- ジョーダン・ハワード
- トレモント・ウォーターズ（英語版）
- スティーブン・トンプソン・ジュニア
- アイザイア・ピネイロ
- アリーム・フォード
- クリス・オルティス
- イスマエル・ロメロ
- アルナルド・トロ
- ジョージ・コンディット4世

## 主な歴代代表選手
- ホセ・オルティス
- カルロス・アローヨ
- ピーター・ラモス
- エリアス・アユソー
- ホセ・バレア
- リッキー・サンチェス
- ダニエル・サンティアゴ
- ギレルモ・ディアス
- ジャン・クラベル
- ジョン・ホランド
- クリス・ブレディ
- アンヘル・ロドリゲス
- アイザイア・ピネイロ
- ハビアー・モヒカ
- ゲイリー・ブラウン
- ジャスティン・レイエス
- ジョージ・コンディット4世
- スティーブン・トンプソン・ジュニア
- イーサン・トンプソン
- トレモント・ウォーターズ

## 歴代代表ヘッドコーチ
- エディー・カシアーノ （2016-2021）
- ネルソン・コロン （2021-）